# Orsk (1967)
El buque de desembarco amplío Orsk (en ruso: Орск, romanizado: Orsk) fue un buque de asalto anfibio del Proyecto 1171 (código «Tapir», designación OTAN: Alligator, en inglés: Caimán). Fue el sexto de su clase, y el segundo de su serie, la primera serie modernizada 1171-2, de la que forman parte únicamente él y el Serguéi Lazo. Fue construido en Kaliningrado en 1967 con el número de gallardete 069.

## Diseño
El embarque del barco, que recibió el número BDK-069 («BDK», era el código que llevaban los buques de asalto anfibio soviético, en ruso: БДК: Большой десантный корабль, romanizado: BDK: Bol'Shoy Desantnyy. Korabl'), tuvo lugar el 30 de agosto de 1967 en el astillero báltico de Yantar en Kaliningrado. Botado el 29 de febrero de 1968. En 5 de diciembre del mismo año, fue incluido en la Flota del Mar Negro de la Armada Soviética con la designación BDK-069.

## Historial de servicio

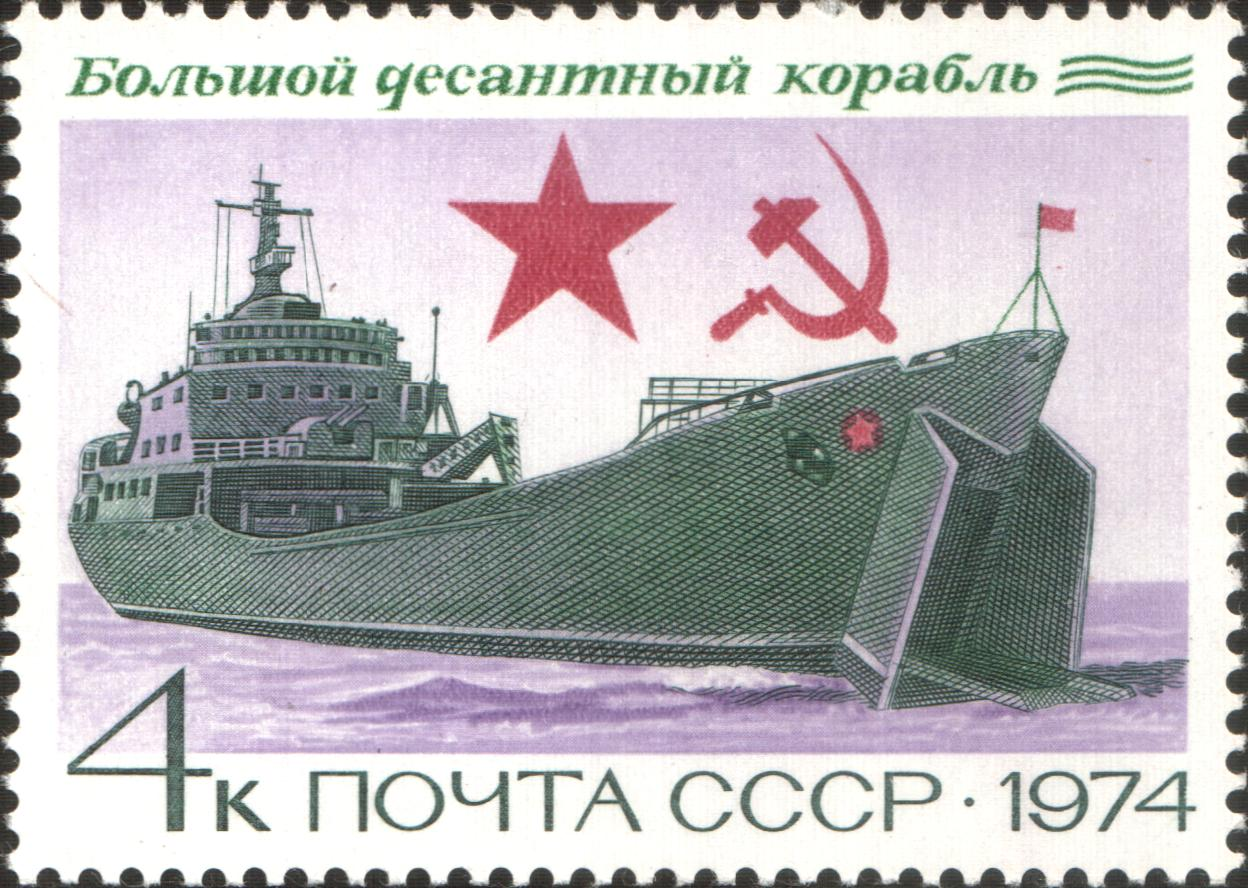
Sello postal de la URSS de 1974 donde aparece el entonces BDK-069.

De 1968 a 2000 realizó más de 11 viajes de larga distancia con unidades de la Infantería Naval a bordo, participando en ejercicios de combate. También participó ávidamente en misiones de paz y humanitarias, visitando Oriente Medio, Yugoslavia, Guinea, Siria, Bulgaria, Georgia y Abjasia, donde fue parte del convoy que transportó refugiados bajo fuego de la Armada de Abjasia junto al BDK-056 (futuro Konstantín Olshanski).
En 2002 recibió el nombre Orsk, en honor a la población homónima.
En 2004 tuvo que recibir reparaciones en el puerto ciscaucasiano de Tuapsé.

### Guerra ruso-ucraniana
En 2014, el barco de desembarco Orsk participó en la anexión de Crimea por parte de Rusia. El comandante del buque en aquel momento, Serguéi Skvortsov, recibió la medalla por el Retorno de Crimea.
Formó parte de la 197.ª brigada de barcos de desembarco de la Flota del Mar Negro.

#### Participación en la invasión rusa de Ucrania
En 2022, el BDK Orsk, junto con el BDK Novocherkassk, el BDK Tsézar Kunikov, BDK Sarátov y otros barcos, participaron en la invasión rusa de Ucrania, apoyando la campaña de Ucrania meridional. El 24 de marzo de 2022 a las 07:45, según el Estado Mayor de las Fuerzas Armadas de Ucrania, los barcos, mientras descargaban en el puerto de Berdiansk, fueron atacados por tropas ucranianas utilizando un misil Tochka-U: el buque de desembarco Sarátov fue destruido, el resto del convoy resultó dañado. Al principio, varios medios de comunicación ucranianos y extranjeros identificaron erróneamente el barco destruido como el BDK Orsk del mismo proyecto. Posteriormente se recibió confirmación de este ataque por parte rusa, en el que se aclaraba que el buque de desembarco amplío Sarátov se hundió y otro barco [presumiblemente el Orsk] resultó dañado.